# 中国驻古晋总领事馆
中华人民共和国驻古晋总领事馆（英語：Consulate-General of the People's Republic of China in Kuching），简称中国驻古晋总领事馆，是中华人民共和国派驻马来西亚砂拉越古晋的最高级别外交机构，位于王长水路10段276号（Lot 276, Block 10, Jalan Ong Tiang Swee）。领区包括砂拉越。

## 历史沿革
中华人民共和国改革开放以来，中国与马来西亚的关系得到了显著的加强，人员来往更为频繁，为了方便两国公民取得对方国家的签证，中、馬政府也曾讨论在古晋设立领事馆的可能性，1993年，马来西亚首相马哈迪访华期间，与中国政府达成协议，两国同意在对方国家互设总领事馆。1994年，中华人民共和国政府在古晋设立总领事馆，为中华人民共和国在马来西亚的第一个总领事馆。